# Anarhichas
Anarhichas es un género de peces óseos, conocidos comúnmente como peces lobo. Son nativos del norte de los océanos Atlántico y Pacífico.

## Descripción
Los peces son alargados, casi serpentiformes (pero tienen aletas pectorales, a diferencia de las anguilas, por ejemplo). Su cabeza muy grande está dotada de una poderosa mandíbula y la boca está llena de varias filas de dientes sólidos, incluso cubriendo el paladar; todo esto les permite alimentar a los animales con una cáscara muy dura, como grandes bivalvos o erizos de mar.
Son casi peces bentónicos que a menudo permanecen acostados en la parte inferior, por lo general en una cueva, y son de hábitos relativamente crípticos.

## Distribución Geográfica
Se encuentran en el Atlántico nororiental (Svalbard, Nueva Zembla, Mar de Barents, Mar Blanco, Mar de Noruega, Escandinavia, Mar Báltico, las islas británicas, el mar Cantábrico, el noroeste del Mediterráneo como, el golfo de Génova, las islas Shetland, las islas Feroe, Islandia, las costas surorientales de Groenlandia y, ocasionalmente, el norte del mar del Norte y Skagerrak), el Atlántico noroccidental (desde del Ártico hasta Nueva Escocia, Terranova, el sur de la península del Labrador, Cabo Cod -Massachusetts, Estados Unidos- y, raramente, Nueva Jersey) y el Pacífico norte (desde Hokkaido -Japón- y el mar de Ojotsk hasta el mar de Bering y el Ártico canadiense).

## Especies
Solo hay cuatro especies reconocidas en este género:
- Anarhichas denticulatus Krøyer, 1845 (Pez lobo del norte)
- Anarhichas lupus Linnaeus, 1758 (Pez lobo del Atlántico)
- Anarhichas minor Ólafsson, 1772 (Pez lobo manchado)
- Anarhichas orientalis Pallas, 1814 (Pez lobo chino)

## Galería

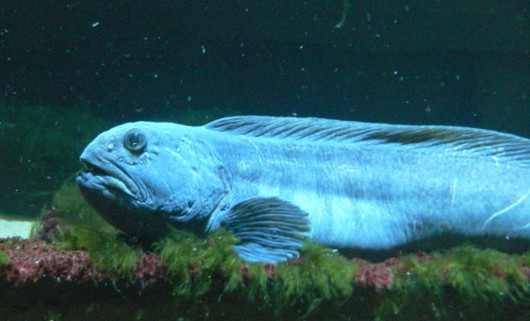
Anarhichas denticulatus
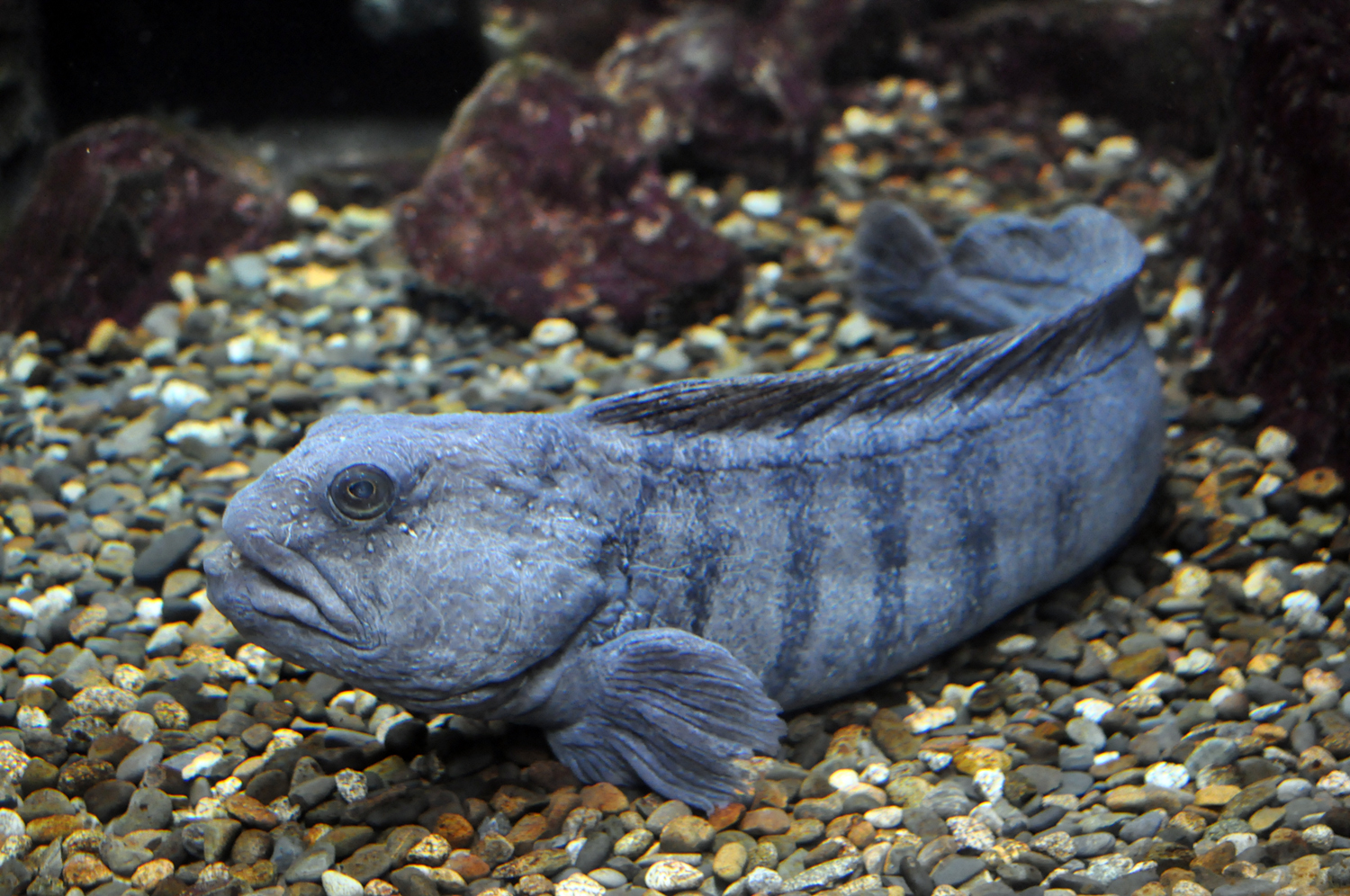
Anarhichas lupus
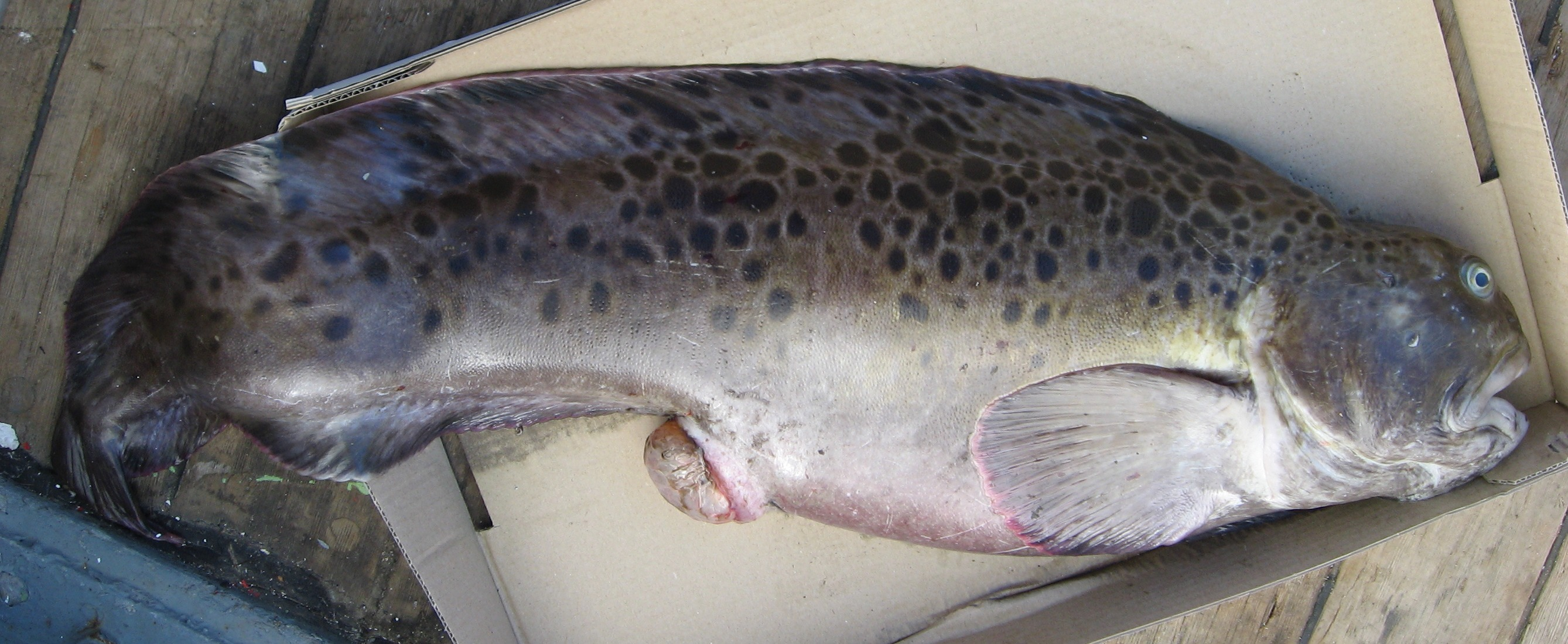
Anarhichas minor
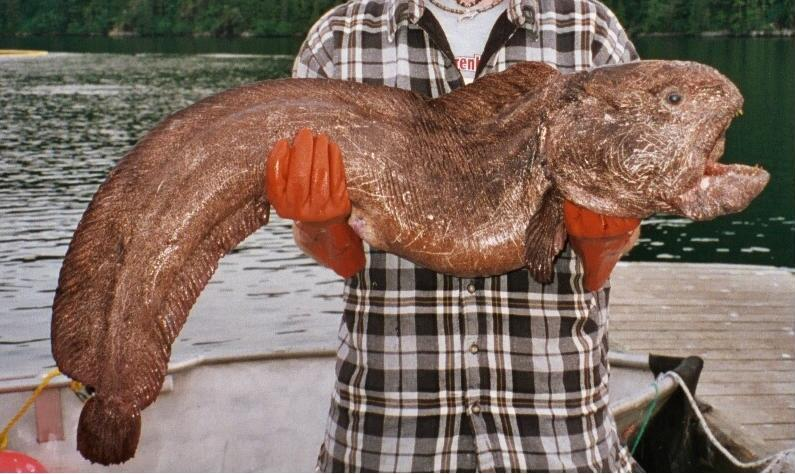
Anarhichas orientalis